# Critérium International 1988
Il Critérium International 1988, cinquantasettesima edizione della corsa, si svolse dal 26 al 27 marzo su un percorso di 288 km ripartiti in 3 tappe, con partenza e arrivo ad Antibes. Fu vinto dall'olandese Erik Breukink della Panasonic-Isostar davanti al francese Laurent Fignon e al britannico Robert Millar.

## Tappe
| Tappa  | Data     | Percorso                              | km  | Vincitore di tappa | Leader cl. generale |
| ------ | -------- | ------------------------------------- | --- | ------------------ | ------------------- |
| 1ª     | 26 marzo | Antibes > Juan-les-Pins               | 196 | Moreno Argentin    | Moreno Argentin     |
| 2ª     | 27 marzo | Juan-les-Pins > Caussols              | 84  | Laurent Fignon     | Laurent Fignon      |
| 3ª     | 27 marzo | Antibes > Antibes (cron. individuale) | 8,5 | Erik Breukink      | Erik Breukink       |
| Totale | Totale   | Totale                                | 288 |                    |                     |

## Dettagli delle tappe

### 1ª tappa
- 26 marzo: Antibes > Juan-les-Pins – 196 km

| Pos. | Corridore       | Squadra  | Tempo    |
| ---- | --------------- | -------- | -------- |
| 1    | Moreno Argentin | Gewiss   | 5h00'24" |
| 2    | Steve Bauer     | Weinmann | a 4"     |
| 3    | Andreas Kappes  | Toshiba  | s.t.     |

| Pos. | Corridore       | Squadra | Tempo    |
| ---- | --------------- | ------- | -------- |
| 1    | Moreno Argentin | Gewiss  | 5h00'24" |

### 2ª tappa
- 27 marzo: Juan-les-Pins > Caussols – 84 km

| Pos. | Corridore      | Squadra   | Tempo    |
| ---- | -------------- | --------- | -------- |
| 1    | Laurent Fignon | Système U | 2h33'05" |
| 2    | Robert Millar  | Fagor-MBK | a 2"     |
| 3    | Erik Breukink  | Panasonic | s.t.     |

| Pos. | Corridore      | Squadra   | Tempo |
| ---- | -------------- | --------- | ----- |
| 1    | Laurent Fignon | Système U |       |

### 3ª tappa
- 27 marzo: Antibes > Antibes (cron. individuale) – 8,5 km

| Pos. | Corridore               | Squadra      | Tempo |
| ---- | ----------------------- | ------------ | ----- |
| 1    | Erik Breukink           | Panasonic    | 9'44" |
| 2    | Antonio Coll Pontanilla | Kelme        | a 7"  |
| 3    | Gianni Bugno            | Chateau d'Ax | a 13" |

| Pos. | Corridore      | Squadra   | Tempo    |
| ---- | -------------- | --------- | -------- |
| 1    | Erik Breukink  | Panasonic | 7h43'19" |
| 2    | Laurent Fignon | Système U | a 9"     |
| 3    | Robert Millar  | Fagor-MBK | a 27"    |

## Classifiche finali

### Classifica generale
| Pos. | Corridore       | Squadra                     | Tempo    |
| ---- | --------------- | --------------------------- | -------- |
| 1    | Erik Breukink   | Panasonic-Isostar           | 7h43'19" |
| 2    | Laurent Fignon  | Système U                   | a 9"     |
| 3    | Robert Millar   | Fagor-MBK                   | a 27"    |
| 4    | Pascal Simon    | Système U                   | a 29"    |
| 5    | Álvaro Pino     | BH                          | a 30"    |
| 6    | Gianni Bugno    | Chateau d'Ax                | a 46"    |
| 7    | Julián Gorospe  | Reynolds                    | a 57"    |
| 8    | Jos Haex        | Hitachi-Bosal-B.C.E.Snooker | s.t.     |
| 9    | Andrew Hampsten | 7-Eleven-Hoonved            | a 1'01"  |
| 10   | Hennie Kuiper   | Sigma-Fina                  | a 1'03"  |